# Juri Ueno

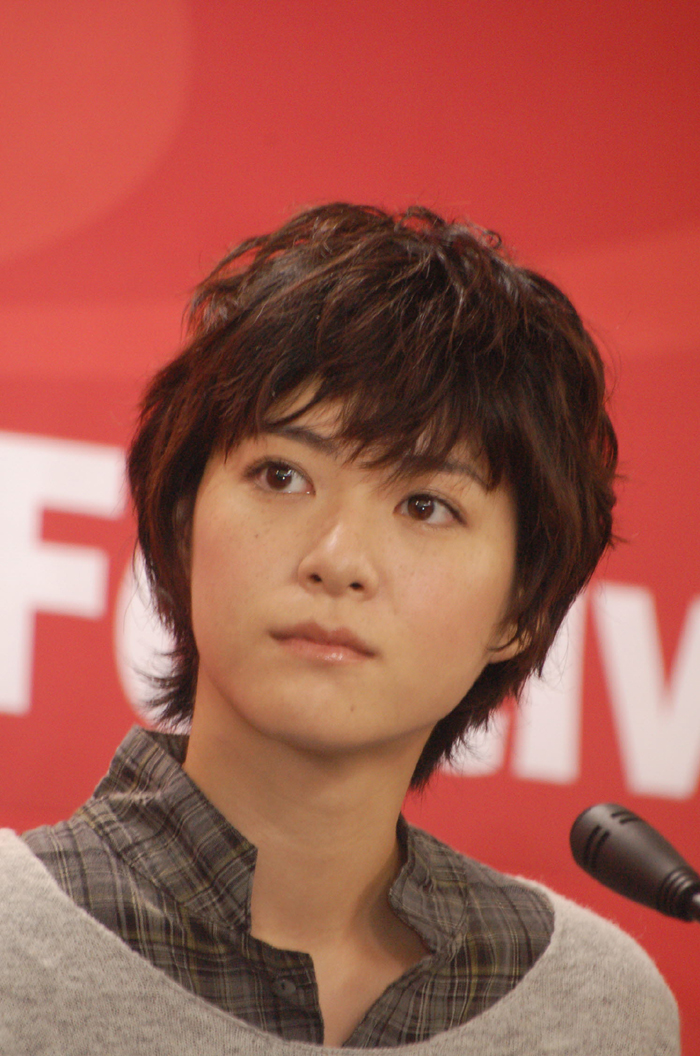
Juri Ueno beim Busan International Film Festival 2008

Juri Ueno (jap. 上野 樹里 Ueno Juri; * 25. Mai 1986 in Kakogawa) ist eine japanische Schauspielerin, die bei der Agentur Amuse unter Vertrag steht. Sie war eine der sechs Schauspieler, die 2005 den Japanese Academy Award als Bester Nachwuchsdarsteller erhielten für ihre Rolle in Swing Girls. Ueno ist vor allem bekannt durch ihre Hauptrolle der Megumi Noda in der Adaption des Manga Nodame Cantabile.

## Filmografie

### Filme
- 2003: Chirusoku no Natsu
- 2003: Joze to Tora to Sakanatachi
- 2004: Swing Girls
- 2005: Summer Time Machine Blues
- 2005: Kame wa Igai to Hayaku Oyogu
- 2006: Warau Michael
- 2006: 7-gatsu 24-ka Dōri no Kurisumasu
- 2006: Niji no Megami: Rainbow Song
- 2006: Shiawase no Switch
- 2006: Deguchi no Nai Umi
- 2008: Kodomo no Kodomo
- 2008: Guu-Guu Datte Neko de Aru
- 2008: Kungfu-kun
- 2008: Wanko the Movie 2
- 2008: Naoko
- 2009: Killer Virgin Road
- 2010: Nodame Cantabile
- 2013: Hidamari Kanojo
- 2015: Beauty Inside
- 2016: Yell for the Blue Sky
- 2016: My Dad and Mr. Ito

### Fernsehserien
- 2001: Sayonara, Ozu-sensei
- 2002: Seizon
- 2003: Teru Teru Kazoku
- 2003: Okāsan to Issho
- 2004: Orange Days
- 2005: Engine
- 2005: Kindaichi Shōnen no Jikenbo – Kyūketsuki Densetsu Satsujin Jiken
- 2006: Bokutachi no Sensō
- 2006: Tsubasa no Oreta Tenshitachi
- 2006: Nodame Cantabile
- 2007: Jodan Janai!
- 2007: Marumaru Chibi Maruko-chan SP
- 2008: Nodame Cantabile New Year Special in Europe
- 2008: Loss:Time:Life
- 2008: Last Friends
- 2009: Ueno Juri to Itsutsu no Kaban
- 2010: Sunao ni Narenakute
- 2011: Gō
- 2014: Alice no Toge
- 2015: Ouroboros
- 2015: The Secret Message
- 2016: The State of Union
- 2018: Good Doctor
- 2019: Medical Examiner Asagao
- 2020: Ship of Theseus
- 2022: He’s Expecting